# Chubu
Chubu (Japans: 中部地方, Chūbu-chihō) is een regio (gewest) van Japan. De regio bevindt zich in het centrum van Japans grootste eiland, Honshu.
Ten westen van Chubu ligt de regio Kansai, ten oosten de regio Kanto. In Chūbu liggen de volgende prefecturen:
1. Aichi
2. Fukui
3. Gifu
4. Ishikawa
5. Niigata
6. Nagano
7. Shizuoka
8. Toyama
9. Yamanashi

Chubu wordt geografisch verder onderverdeeld in drie subregio's:
- Hokuriku (北陸地方, letterlijk Noordland). Deze regio omvat het noordwestelijk deel van Chubu en is gelegen langs de Japanse Zee.
- Koshinetsu (甲信越). Deze regio omvat het noordoostelijk deel van Chubu. De grootste stad is Nagano.
- Tokai (東海, letterlijk Oostzee). Deze regio omvat het zuidoostelijk deel van Chubu en is gelegen langs de Grote Oceaan.

Het gebied rondom Nagoya wordt soms de regio Chukyo  (中京地方 Chūkyō-chihō) genoemd. Dit is evenwel geen officiële benaming. Tot deze regio rekent men dan de 3 prefecturen:
1. Aichi
2. Gifu
3. Mie